# Rogaska Challenger 1994
Il Rogaska Challenger 1994 è stato un torneo di tennis facente parte della categoria ATP Challenger Series nell'ambito dell'ATP Challenger Series 1994. Il torneo si è giocato a Rogaška in Slovenia dal 21 al 27 novembre 1994 su campi in sintetico indoor.

## Vincitori

### Singolare
Frederik Fetterlein ha battuto in finale  Radomír Vašek con il punteggio di 6–3, 6–4

### Doppio
Jan Kodeš Jr. /  Tomáš Anzari hanno battuto in finale  Barry Cowan /  Andrew Richardson con il punteggio di 6–4, 6–3